# Symplecis alpicola
Symplecis alpicola är en stekelart som beskrevs av Förster 1871. Symplecis alpicola ingår i släktet Symplecis och familjen brokparasitsteklar. Inga underarter finns listade i Catalogue of Life.